# Laquinimod
Laquinimod je experimentální imunomodulátor, vyvíjený farmaceutickými společnostmi Active Biotech a Teva Pharmaceuticals. Je určen k perorální léčbě pacientů s roztroušenou sklerózou (RS). Jeho chemický vzorec je C19H17ClN2O3.
Laquinimod je nástupcem neúspěšného experimentálního imunomodulátoru linomid, vyvíjeného rovněž společností Active Biotech.
Imunomodulátor byl zkoumán ve dvou studiích ve II. fázi klinických testů za využití opakovaných snímků magnetické rezonance (MRI). Podle výsledků se zdá být laquinimod schopný redukovat aktivitu RS. U obou studií se však projevily odlišné reakce na podanou dávku laquinimodu.
Od roku 2008 je imunomodulátor ve III. fázi klinických testů.